# Élections cantonales de 1988 dans le Finistère
Les élections cantonales françaises de 1988 ont eu lieu les 25 septembre et 2 octobre 1988.

## Contexte départemental

### Assemblée départementale sortante
| Parti                              | Sigle | Élus |
| ---------------------------------- | ----- | ---- |
| Majorité (34 sièges)               |       |      |
| Union pour la démocratie française | UDF   | 14   |
| Rassemblement pour la République   | RPR   | 14   |
| Divers droite                      | DVD   | 6    |
| Opposition (18 sièges)             |       |      |
| Parti socialiste                   | PS    | 17   |
| Parti communiste français          | PCF   | 1    |
| Président du conseil général       |       |      |
| Louis Orvoën (UDF-CDS)             |       |      |

## Résultats à l’échelle du département
| Étiquette | Étiquette                          | Premier tour | Premier tour | Second tour | Second tour | Sièges |
| Étiquette | Étiquette                          | Voix         | %            | Voix        | %           | Sièges |
| --------- | ---------------------------------- | ------------ | ------------ | ----------- | ----------- | ------ |
|           | Parti socialiste                   | 150 372      | 36,83        | 52 610      | 53,37       | 13     |
|           | Parti communiste français          | 12 749       | 8,48         | 2 277       | 2,31        | 1      |
|           | Divers gauche                      | 850          | 0,57         |             |             |        |
| Gauche    | Gauche                             | 68 977       | 45,87        | 54 887      | 55,68       | 14     |
|           |                                    |              |              |             |             |        |
|           | Union pour la démocratie française | 36 192       | 24,07        | 24 862      | 25,22       | 5      |
|           | Rassemblement pour la République   | 34 825       | 23,16        | 18 819      | 19,09       | 7      |
|           | Front national                     | 4 463        | 2,97         |             |             |        |
|           | Divers droite                      | 2 017        | 1,34         |             |             |        |
| Droite    | Droite                             | 77 497       | 51,54        | 43 681      | 44,32       | 12     |
|           |                                    |              |              |             |             |        |
|           | Divers                             | 3 898        | 2,59         |             |             |        |
|           |                                    |              |              |             |             |        |
| Inscrits  | Inscrits                           | 283 944      | 100,00       | 179 357     | 100,00      |        |
| Votants   | Votants                            | 152 618      | 53,75        | 101 455     | 56,57       |        |
| Exprimés  | Exprimés                           | 150 372      | 52,96        | 98 568      | 54,96       |        |

### Résultats en nombre de sièges
| Parti | Sièges mis en jeu | Élus | Évolution |
| ----- | ----------------- | ---- | --------- |
| PS    | 9                 | 13   | +4        |
| DVG   | 1                 | 1    | =         |
| RPR   | 8                 | 7    | -1        |
| UDF   | 8                 | 5    | -3        |

### Assemblée départementale élue
| Parti                              | Sigle   | Élus |
| ---------------------------------- | ------- | ---- |
| Majorité (30 sièges)               |         |      |
| Union pour la démocratie française | UDF     | 12   |
| Rassemblement pour la République   | RPR     | 11   |
| Divers droite                      | DVD-RPR | 7    |
| Opposition (22 sièges)             |         |      |
| Parti socialiste                   | PS      | 22   |
| Parti communiste français          | PCF     | 1    |
| Président du conseil général       |         |      |
| Charles Miossec (RPR)              |         |      |

### Élection du président
| Candidats | Candidats                  | Étiquette   | Premier tour | Premier tour | Deuxième tour | Deuxième tour |
| Candidats | Candidats                  | Étiquette   | Voix         | %            | Voix          | %             |
| --------- | -------------------------- | ----------- | ------------ | ------------ | ------------- | ------------- |
|           | Marie-Jacqueline Desouches | PS          | 23           | 44,23        | 23            | 44,23         |
|           | Charles Miossec            | RPR         | 18           | 34,62        | 29            | 55,77         |
|           | Georges Lombard            | UDF-CDS (*) | 11           | 21,15        |               |               |
|           |                            |             |              |              |               |               |
| Inscrits  | Inscrits                   | Inscrits    | 53           | 100,00       |               |               |
| Votants   | Votants                    | Votants     | 52           | 98,11        |               |               |
| Exprimés  | Exprimés                   | Exprimés    | 52           | 100,00       |               |               |

*sortant

### Liste des élus
| Canton                  | Conseiller sortant  | Parti | Parti | Conseiller élu      | Parti | Parti |
| ----------------------- | ------------------- | ----- | ----- | ------------------- | ----- | ----- |
| Brest-III (Centre)      | Michel de Bennetot  |       | RPR   | Yannick Marzin      |       | UDF   |
| Brest-V (Bellevue)      | Joseph Gourmelon    |       | PS    | Joseph Gourmelon    |       | PS    |
| Briec                   | Pierre Nédéllec     |       | UDF   | André Angot         |       | RPR   |
| Châteaulin              | Édouard Le Jeune    |       | UDF   | Hervé Tynévez       |       | RPR   |
| Châteauneuf-du-Faou     | François Riou       |       | PS    | François Riou       |       | PS    |
| Douarnenez              | Jean Peuziat        |       | PS    | Jean Peuziat        |       | PS    |
| Le Faou                 | Jean Crenn          |       | RPR   | Jean Crenn          |       | RPR   |
| Guipavas                | Edmond Pestel       |       | PS    | Marcel Dantec       |       | UDF   |
| Huelgoat                | Daniel Créoff       |       | DVG   | Daniel Créoff       |       | DVG   |
| Landerneau              | Jean-Pierre Thomin  |       | PS    | Jean-Pierre Thomin  |       | PS    |
| Landivisiau             | Charles Miossec     |       | RPR   | Charles Miossec     |       | RPR   |
| Lesneven                | Roger Calvez        |       | UDF   | Roger Calvez        |       | UDF   |
| Morlaix                 | Jean-Jacques Cléach |       | PS    | Jean-Jacques Cléach |       | PS    |
| Ouessant                | Jean-Yves Cozan     |       | UDF   | Jean-Yves Cozan     |       | UDF   |
| Plogastel-Saint-Germain | Ambroise Guellec    |       | UDF   | Ambroise Guellec    |       | UDF   |
| Ploudiry                | Pierre Abéguilé     |       | UDF   | François Marc       |       | PS    |
| Plouigneau              | Robert Moreau       |       | PS    | Robert Moreau       |       | PS    |
| Pont-Aven               | Louis Orvoën*       |       | UDF   | Jean-Yves Le Meur   |       | PS    |
| Quimper-1               | Marc Bécam          |       | RPR   | Jean-Claude Joseph  |       | PS    |
| Quimper-2               | Joseph Youinou*     |       | PS    | Pierre Faucher      |       | PS    |
| Quimper-3               | Alain Gérard        |       | RPR   | Bernard Poignant    |       | PS    |
| Quimperlé               | Louis Le Pensec     |       | PS    | Louis Le Pensec     |       | PS    |
| Saint-Renan             | André Cheminant     |       | RPR   | André Cheminant     |       | RPR   |
| Scaër                   | Louis Nicolas       |       | PS    | Louis Nicolas       |       | PS    |
| Sizun                   | François Pouliquen  |       | PS    | Jean-Pierre Breton  |       | RPR   |
| Taulé                   | Claude Bernard      |       | UDF   | Claude Bernard      |       | UDF   |

*Conseillers généraux sortants ne se représentant pas

## Résultats par canton

### Canton de Brest-III (centre)
| Candidats | Candidats            | Étiquette  | Premier tour | Premier tour | Second tour | Second tour |
| Candidats | Candidats            | Étiquette  | Voix         | %            | Voix        | %           |
| --------- | -------------------- | ---------- | ------------ | ------------ | ----------- | ----------- |
|           | Yannick Marzin       | UDF-PR     | 1 858        | 35,55        | 3 566       | 65,31       |
|           | Ronan Le Prohon      | PS         | 1 351        | 25,85        | 1 894       | 34,69       |
|           | Michel de Bennetot * | RPR        | 1 206        | 23,08        |             |             |
|           | Henri Hofmann        | FN         | 400          | 7,65         |             |             |
|           | Philippe Parisse     | Verts      | 150          | 2,87         |             |             |
|           | Jean-Claude Le Naour | PCF        | 140          | 2,68         |             |             |
|           | Jean Rosmorduc       | PCF rénov. | 121          | 2,32         |             |             |
|           |                      |            |              |              |             |             |
| Inscrits  | Inscrits             | Inscrits   | 13 700       | 100,00       | 13 700      | 100,00      |
| Votants   | Votants              | Votants    | 5 260        | 38,39        | 5 552       | 40,53       |
| Exprimés  | Exprimés             | Exprimés   | 5 226        | 99,35        | 5 460       | 98,34       |

*sortant

### Canton de Brest-V (Bellevue)
| Candidats | Candidats          | Étiquette  | Premier tour | Premier tour | Second tour | Second tour |
| Candidats | Candidats          | Étiquette  | Voix         | %            | Voix        | %           |
| --------- | ------------------ | ---------- | ------------ | ------------ | ----------- | ----------- |
|           | Joseph Gourmelon * | PS         | 1 910        | 59,82        | 2 389       | 77,74       |
|           | Félix Chesnais     | RPR        | 344          | 10,77        | 684         | 22,26       |
|           | Emmanuel Morucci   | UDF-CDS    | 287          | 8,99         |             |             |
|           | Louis Aminot       | PCF rénov. | 211          | 6,61         |             |             |
|           | Sylvie Mayer       | PCF        | 190          | 5,95         |             |             |
|           | André Cosson       | DVD        | 143          | 4,48         |             |             |
|           | Olivier Morize     | FN         | 108          | 3,38         |             |             |
|           |                    |            |              |              |             |             |
| Inscrits  | Inscrits           | Inscrits   | 9 822        | 100,00       | 9 822       | 100,00      |
| Votants   | Votants            | Votants    | 3 228        | 32,87        | 3 141       | 31,98       |
| Exprimés  | Exprimés           | Exprimés   | 3 193        | 98,92        | 3 073       | 97,84       |

*sortant

### Canton de Briec
| Candidats | Candidats         | Étiquette | Premier tour | Premier tour |
| Candidats | Candidats         | Étiquette | Voix         | %            |
| --------- | ----------------- | --------- | ------------ | ------------ |
|           | André Ancot       | RPR       | 2 643        | 55,96        |
|           | Pierre Nédéllec * | UDF-CDS   | 1 087        | 23,02        |
|           | René Pétillon     | PS        | 860          | 18,21        |
|           | Fernand Donnard   | PCF       | 76           | 1,61         |
|           | Georges Besse     | FN        | 57           | 1,21         |
|           |                   |           |              |              |
| Inscrits  | Inscrits          | Inscrits  | 6 559        | 100,00       |
| Votants   | Votants           | Votants   | 4 772        | 72,76        |
| Exprimés  | Exprimés          | Exprimés  | 4 723        | 98,97        |

*sortant

### Canton de Châteaulin
Édouard Le Jeune (UDF-CDS) élu depuis 1964 ne se représente pas.
| Candidats | Candidats       | Étiquette | Premier tour | Premier tour |
| Candidats | Candidats       | Étiquette | Voix         | %            |
| --------- | --------------- | --------- | ------------ | ------------ |
|           | Hervé Tynévez   | RPR       | 4 020        | 52,86        |
|           | Yolande Boyer   | PS        | 2 389        | 31,41        |
|           | Émile Urvoas    | DVD       | 632          | 8,31         |
|           | Élisabeth Péron | FN        | 307          | 4,04         |
|           | Claude Castrec  | PCF       | 257          | 3,38         |
|           |                 |           |              |              |
| Inscrits  | Inscrits        | Inscrits  | 13 435       | 100,00       |
| Votants   | Votants         | Votants   | 7 708        | 57,37        |
| Exprimés  | Exprimés        | Exprimés  | 7 605        | 98,66        |

### Canton de Châteauneuf-du-Faou
| Candidats | Candidats        | Étiquette    | Premier tour | Premier tour | Second tour | Second tour |
| Candidats | Candidats        | Étiquette    | Voix         | %            | Voix        | %           |
| --------- | ---------------- | ------------ | ------------ | ------------ | ----------- | ----------- |
|           | François Riou*   | PS           | 2 512        | 33,66        | 4 337       | 53,15       |
|           | Christian Ménard | UDF-CDS      | 2 217        | 29,71        | 3 823       | 46,85       |
|           | Jean Hourmant    | RPR (ex DVD) | 1 769        | 23,70        | Retrait     | Retrait     |
|           | Hervé Donnard    | PCF          | 626          | 8,39         |             |             |
|           | Albert Thomas    | FN           | 147          | 1,97         |             |             |
|           | Yann Puillandre  | Emgann       | 143          | 1,92         |             |             |
|           | Aline Cotten     | POE          | 49           | 0,66         |             |             |
|           |                  |              |              |              |             |             |
| Inscrits  | Inscrits         | Inscrits     | 11 643       | 100,00       | 11 642      | 100,00      |
| Votants   | Votants          | Votants      | 7 528        | 64,66        | 8 263       | 70,98       |
| Exprimés  | Exprimés         | Exprimés     | 7 463        | 99,14        | 8 160       | 98,75       |

*sortant

### Canton de Douarnenez
| Candidats | Candidats      | Étiquette  | Premier tour | Premier tour | Second tour | Second tour |
| Candidats | Candidats      | Étiquette  | Voix         | %            | Voix        | %           |
| --------- | -------------- | ---------- | ------------ | ------------ | ----------- | ----------- |
|           | Jean Peuziat * | PS         | 3 784        | 38,77        | 6 342       | 58,88       |
|           | Joël Perrot    | RPR        | 3 367        | 34,50        | 4 430       | 41,12       |
|           | Michel Mazéas  | PCF        | 1 587        | 16,26        |             |             |
|           | Bernard Uguen  | Écolo Alt. | 682          | 6,99         |             |             |
|           | Bruno Pensec   | FN         | 340          | 3,48         |             |             |
|           |                |            |              |              |             |             |
| Inscrits  | Inscrits       | Inscrits   | 19 737       | 100,00       | 19 729      | 100,00      |
| Votants   | Votants        | Votants    | 9 889        | 50,10        | 11 018      | 55,85       |
| Exprimés  | Exprimés       | Exprimés   | 9 760        | 98,70        | 10 772      | 97,77       |

*sortant

### Canton du Faou
| Candidats | Candidats          | Étiquette | Premier tour | Premier tour | Second tour | Second tour |
| Candidats | Candidats          | Étiquette | Voix         | %            | Voix        | %           |
| --------- | ------------------ | --------- | ------------ | ------------ | ----------- | ----------- |
|           | Jean Crenn *       | RPR       | 1 487        | 46,14        | 2 067       | 62,24       |
|           | Françoise Dechosal | PS        | 889          | 27,58        | 1 254       | 37,76       |
|           | Marc Hascouët      | DVD       | 660          | 20,48        | Retrait     | Retrait     |
|           | Pierre Le Cos      | PCF       | 105          | 3,26         |             |             |
|           | Pierre Horblin     | FN        | 82           | 2,54         |             |             |
|           |                    |           |              |              |             |             |
| Inscrits  | Inscrits           | Inscrits  | 5 140        | 100,00       | 5 139       | 100,00      |
| Votants   | Votants            | Votants   | 3 261        | 63,44        | 3 388       | 65,93       |
| Exprimés  | Exprimés           | Exprimés  | 3 223        | 98,84        | 3 321       | 98,02       |

*sortant

### Canton d'Huelgoat
| Candidats | Candidats         | Étiquette | Premier tour | Premier tour | Second tour | Second tour |
| Candidats | Candidats         | Étiquette | Voix         | %            | Voix        | %           |
| --------- | ----------------- | --------- | ------------ | ------------ | ----------- | ----------- |
|           | Daniel Créoff *   | PCF       | 1 907        | 48,41        | 2 277       | 100,00      |
|           | Jean-Paul Maudire | PS        | 1 152        | 29,25        | Retrait     | Retrait     |
|           | Bernard Vitré     | UDF-CDS   | 817          | 20,74        | Retrait     | Retrait     |
|           | Éric Calmejane    | FN        | 63           | 1,60         |             |             |
|           |                   |           |              |              |             |             |
| Inscrits  | Inscrits          | Inscrits  | 5 328        | 100,00       | 5 325       | 100,00      |
| Votants   | Votants           | Votants   | 4 003        | 75,13        | 2 886       | 54,20       |
| Exprimés  | Exprimés          | Exprimés  | 3 939        | 98,40        | 2 277       | 78,90       |

*sortant

### Canton de Landerneau
Théophile Le Borgne (DVD) est mort en 1987. 
Jean-Pierre Thomin (PS) a été élu en juillet lors de la partielle qui a suivi.
| Candidats | Candidats            | Étiquette  | Premier tour | Premier tour | Second tour | Second tour |
| Candidats | Candidats            | Étiquette  | Voix         | %            | Voix        | %           |
| --------- | -------------------- | ---------- | ------------ | ------------ | ----------- | ----------- |
|           | Jean-Pierre Thomin * | PS         | 4 028        | 46,25        | 5 347       | 59,73       |
|           | Jean-Pierre Criec    | RPR        | 2 014        | 23,13        | 3 605       | 40,27       |
|           | Yves Loaec           | UDF-CDS    | 1 687        | 19,37        | Retrait     | Retrait     |
|           | Gilles Meurice       | PCF rénov. | 608          | 6,98         |             |             |
|           | Claude Bricadier     | FN         | 243          | 2,79         |             |             |
|           | Marcel Corcuff       | PCF        | 129          | 1,48         |             |             |
|           |                      |            |              |              |             |             |
| Inscrits  | Inscrits             | Inscrits   | 16 708       | 100,00       | 16 705      | 100,00      |
| Votants   | Votants              | Votants    | 8 805        | 52,70        | 9 117       | 54,58       |
| Exprimés  | Exprimés             | Exprimés   | 8 709        | 98,91        | 8 952       | 98,19       |

*sortant

### Canton de Landivisiau
| Candidats | Candidats         | Étiquette | Premier tour | Premier tour |
| Candidats | Candidats         | Étiquette | Voix         | %            |
| --------- | ----------------- | --------- | ------------ | ------------ |
|           | Charles Miossec * | RPR       | 3 598        | 62,54        |
|           | Jean-Claude Séité | PS        | 1 912        | 33,24        |
|           | Laurent Emery     | PCF       | 115          | 2,00         |
|           | Louis Noël-Chéry  | FN        | 76           | 1,38         |
|           |                   |           |              |              |
| Inscrits  | Inscrits          | Inscrits  | 10 809       | 100,00       |
| Votants   | Votants           | Votants   | 5 889        | 54,48        |
| Exprimés  | Exprimés          | Exprimés  | 5 701        | 97,69        |

### Canton de Lesneven
| Candidats | Candidats         | Étiquette        | Premier tour | Premier tour |
| Candidats | Candidats         | Étiquette        | Voix         | %            |
| --------- | ----------------- | ---------------- | ------------ | ------------ |
|           | Roger Calvez *    | UDF-CDS (ex DVD) | 6 092        | 72,54        |
|           | Monique Hernot    | PS               | 1 301        | 15,49        |
|           | Xavier Jaouen     | Verts            | 651          | 7,75         |
|           | Jean-Louis Le Hir | FN               | 280          | 3,33         |
|           | Yvon Istin        | PCF              | 74           | 0,88         |
|           |                   |                  |              |              |
| Inscrits  | Inscrits          | Inscrits         | 16 191       | 100,00       |
| Votants   | Votants           | Votants          | 8 498        | 52,49        |
| Exprimés  | Exprimés          | Exprimés         | 8 398        | 98,82        |

### Canton de Morlaix
| Candidats | Candidats                 | Étiquette | Premier tour | Premier tour | Second tour | Second tour |
| Candidats | Candidats                 | Étiquette | Voix         | %            | Voix        | %           |
| --------- | ------------------------- | --------- | ------------ | ------------ | ----------- | ----------- |
|           | Arnaud Cazin d'Honincthun | UDF-CDS   | 3 285        | 38,42        | 4 547       | 49,27       |
|           | Jean-Jacques Cléach *     | PS        | 3 157        | 36,92        | 4 742       | 50,73       |
|           | Alain David               | PCF       | 1 000        | 11,70        |             |             |
|           | Michel Marzin             | PSU       | 850          | 9,94         |             |             |
|           | Éric Audigou              | FN        | 259          | 3,03         |             |             |
|           |                           |           |              |              |             |             |
| Inscrits  | Inscrits                  | Inscrits  | 18 786       | 100,00       | 18 786      | 100,00      |
| Votants   | Votants                   | Votants   | 8 715        | 46,39        | 9 604       | 51,12       |
| Exprimés  | Exprimés                  | Exprimés  | 8 551        | 98,12        | 9 289       | 96,72       |

*sortant

### Canton d'Ouessant
| Candidats | Candidats                | Étiquette | Premier tour | Premier tour |
| Candidats | Candidats                | Étiquette | Voix         | %            |
| --------- | ------------------------ | --------- | ------------ | ------------ |
|           | Jean-Yves Cozan*         | UDF-CDS   | 513          | 75,33        |
|           | Jean-Charles Maisonneuve | PS        | 108          | 15,86        |
|           | Joseph Tual              | PCF       | 60           | 8,81         |
|           |                          |           |              |              |
| Inscrits  | Inscrits                 | Inscrits  | 993          | 100,00       |
| Votants   | Votants                  | Votants   | 693          | 69,79        |
| Exprimés  | Exprimés                 | Exprimés  | 681          | 98,27        |

### Canton de Plogastel-Saint-Germain
| Candidats | Candidats          | Étiquette | Premier tour | Premier tour |
| Candidats | Candidats          | Étiquette | Voix         | %            |
| --------- | ------------------ | --------- | ------------ | ------------ |
|           | Ambroise Guellec * | UDF-CDS   | 5 295        | 60,83        |
|           | Maxime Hatton      | PS        | 2 443        | 28,07        |
|           | Pierre Daden       | PCF       | 738          | 8,48         |
|           | Marcel Saoutic     | FN        | 147          | 1,69         |
|           | Philippe Le Roux   | DVD       | 81           | 0,93         |
|           |                    |           |              |              |
| Inscrits  | Inscrits           | Inscrits  | 13 644       | 100,00       |
| Votants   | Votants            | Votants   | 8 823        | 64,67        |
| Exprimés  | Exprimés           | Exprimés  | 8 704        | 98,65        |

### Canton de Ploudiry
| Candidats | Candidats         | Étiquette        | Premier tour | Premier tour | Second tour | Second tour |
| Candidats | Candidats         | Étiquette        | Voix         | %            | Voix        | %           |
| --------- | ----------------- | ---------------- | ------------ | ------------ | ----------- | ----------- |
|           | François Marc     | PS               | 1 079        | 48,89        | 1 254       | 50,98       |
|           | Pierre Abéguilé * | UDF-CDS (ex DVD) | 1 061        | 48,07        | 1 206       | 49,02       |
|           | Denise Caron      | PCF              | 43           | 1,95         |             |             |
|           | Francine Cogney   | FN               | 24           | 1,09         |             |             |
|           |                   |                  |              |              |             |             |
| Inscrits  | Inscrits          | Inscrits         | 2 910        | 100,00       | 2 910       | 100,00      |
| Votants   | Votants           | Votants          | 2 231        | 76,67        | 2 478       | 85,16       |
| Exprimés  | Exprimés          | Exprimés         | 2 207        | 98,92        | 2 460       | 99,27       |

*sortant

### Canton de Plouigneau
| Candidats | Candidats       | Étiquette    | Premier tour | Premier tour | Second tour | Second tour |
| Candidats | Candidats       | Étiquette    | Voix         | %            | Voix        | %           |
| --------- | --------------- | ------------ | ------------ | ------------ | ----------- | ----------- |
|           | Joseph Urien    | UDF (ex DVD) | 2 495        | 45,44        | 2 934       | 49,16       |
|           | Robert Moreau * | PS           | 2 130        | 38,79        | 3 034       | 50,84       |
|           | Jean Dréau      | PCF          | 487          | 8,87         |             |             |
|           | Georges Arzic   | PCF          | 303          | 5,52         |             |             |
|           | Claude Carmier  | FN           | 76           | 1,38         |             |             |
|           |                 |              |              |              |             |             |
| Inscrits  | Inscrits        | Inscrits     | 7 966        | 100,00       | 7 965       | 100,00      |
| Votants   | Votants         | Votants      | 5 565        | 69,86        | 6 095       | 76,52       |
| Exprimés  | Exprimés        | Exprimés     | 5 491        | 98,67        | 5 968       | 97,92       |

*sortant

### Canton de Pont-Aven
Louis Orvoën (UDF-CDS) élu depuis 1958, président du conseil général depuis 1978 ne se représente pas.
| Candidats | Candidats         | Étiquette | Premier tour | Premier tour | Second tour | Second tour |
| Candidats | Candidats         | Étiquette | Voix         | %            | Voix        | %           |
| --------- | ----------------- | --------- | ------------ | ------------ | ----------- | ----------- |
|           | Jean Le Meur      | PS        | 2 710        | 41,18        | 4 297       | 57,39       |
|           | Jacques Raison    | UDF-CDS   | 1 274        | 19,36        | 3 191       | 42,61       |
|           | Guy-René Leclercq | RPR       | 1 174        | 17,84        |             |             |
|           | René Le Doze      | PCF       | 567          | 8,62         |             |             |
|           | Jacques Le Bihan  | DVD       | 501          | 7,61         |             |             |
|           | Joseph Boulic     | FN        | 355          | 5,39         |             |             |
|           |                   |           |              |              |             |             |
| Inscrits  | Inscrits          | Inscrits  | 13 615       | 100,00       | 13 615      | 100,00      |
| Votants   | Votants           | Votants   | 6 731        | 49,44        | 7 716       | 56,67       |
| Exprimés  | Exprimés          | Exprimés  | 6 581        | 97,77        | 7 488       | 97,05       |

### Canton de Quimper-1 (centre-Kerfeunteun)
| Candidats | Candidats           | Étiquette | Premier tour | Premier tour | Second tour | Second tour |
| Candidats | Candidats           | Étiquette | Voix         | %            | Voix        | %           |
| --------- | ------------------- | --------- | ------------ | ------------ | ----------- | ----------- |
|           | Marc Bécam *        | RPR       | 3 494        | 44,70        | 4 303       | 48,85       |
|           | Jean-Claude Joseph  | PS        | 3 044        | 38,94        | 4 505       | 51,15       |
|           | Martial Provost     | Verts     | 531          | 6,79         |             |             |
|           | Jean-François Hamon | PCF       | 404          | 5,17         |             |             |
|           | Jacques Fornès      | FN        | 234          | 2,99         |             |             |
|           | Henry Le Bal        | Act°Fr    | 110          | 1,41         |             |             |
|           |                     |           |              |              |             |             |
| Inscrits  | Inscrits            | Inscrits  | 14 909       | 100,00       | 14 910      | 100,00      |
| Votants   | Votants             | Votants   | 7 946        | 53,30        | 9 019       | 60,49       |
| Exprimés  | Exprimés            | Exprimés  | 7 817        | 98,38        | 8 808       | 97,66       |

*sortant

### Canton de Quimper-2 (Érgué-Armel Érgué-Gabéric)
Joseph Youinou (PS) élu depuis 1976 ne se représente pas.
| Candidats | Candidats        | Étiquette      | Premier tour | Premier tour | Second tour | Second tour |
| Candidats | Candidats        | Étiquette      | Voix         | %            | Voix        | %           |
| --------- | ---------------- | -------------- | ------------ | ------------ | ----------- | ----------- |
|           | Pierre Faucher   | PS (*)         | 4 054        | 49,57        | 5 765       | 64,61       |
|           | André Guénégan   | UDF-PR         | 2 489        | 30,43        | 3 158       | 35,39       |
|           | Alain Uguen      | Verts (ex MÉP) | 755          | 9,23         |             |             |
|           | René Madec       | PCF            | 595          | 7,28         |             |             |
|           | Nicole Coignet   | FN             | 210          | 2,57         |             |             |
|           | Dominique Laonet | Act°Fr         | 76           | 0,93         |             |             |
|           |                  |                |              |              |             |             |
| Inscrits  | Inscrits         | Inscrits       | 16 796       | 100,00       | 16 795      | 100,00      |
| Votants   | Votants          | Votants        | 8 310        | 49,48        | 9 145       | 54,45       |
| Exprimés  | Exprimés         | Exprimés       | 8 179        | 98,42        | 8 923       | 97,57       |

### Canton de Quimper-3 (Penhars Plomelin-Pluguffan)
| Candidats | Candidats                   | Étiquette | Premier tour | Premier tour | Second tour | Second tour |
| Candidats | Candidats                   | Étiquette | Voix         | %            | Voix        | %           |
| --------- | --------------------------- | --------- | ------------ | ------------ | ----------- | ----------- |
|           | Bernard Poignant            | PS        | 3 439        | 44,40        | 4 851       | 56,53       |
|           | Alain Gérard *              | RPR       | 3 055        | 39,45        | 3 730       | 43,47       |
|           | André Boudoulec             | Verts     | 519          | 6,70         |             |             |
|           | Yvonne Rainero              | PCF       | 480          | 6,20         |             |             |
|           | Georges de Rémond du Chalas | FN        | 252          | 3,25         |             |             |
|           |                             |           |              |              |             |             |
| Inscrits  | Inscrits                    | Inscrits  | 15 403       | 100,00       | 15 403      | 100,00      |
| Votants   | Votants                     | Votants   | 7 869        | 51,09        | 8 793       | 57,09       |
| Exprimés  | Exprimés                    | Exprimés  | 7 745        | 98,42        | 8 581       | 97,59       |

*sortant

### Canton de Quimperlé
| Candidats | Candidats            | Étiquette | Premier tour | Premier tour |
| Candidats | Candidats            | Étiquette | Voix         | %            |
| --------- | -------------------- | --------- | ------------ | ------------ |
|           | Louis Le Pensec *    | PS        | 4 574        | 65,42        |
|           | Loïc Daniel          | UDF-CDS   | 1 684        | 24,09        |
|           | Jean-Claude Gosselin | PCF       | 460          | 6,58         |
|           | Christian Mouton     | FN        | 274          | 3,92         |
|           |                      |           |              |              |
| Inscrits  | Inscrits             | Inscrits  | 14 554       | 100,00       |
| Votants   | Votants              | Votants   | 7 111        | 48,86        |
| Exprimés  | Exprimés             | Exprimés  | 6 992        | 98,33        |

### Canton de Saint-Renan
| Candidats | Candidats          | Étiquette | Premier tour | Premier tour |
| Candidats | Candidats          | Étiquette | Voix         | %            |
| --------- | ------------------ | --------- | ------------ | ------------ |
|           | André Cheminant *  | RPR       | 5 446        | 64,07        |
|           | Jean-Claude Guégan | PS        | 2 483        | 29,21        |
|           | François Cotonnec  | FN        | 325          | 3,82         |
|           | Serge Roudaut      | PCF       | 246          | 2,89         |
|           |                    |           |              |              |
| Inscrits  | Inscrits           | Inscrits  | 17 732       | 100,00       |
| Votants   | Votants            | Votants   | 8 623        | 48,63        |
| Exprimés  | Exprimés           | Exprimés  | 8 500        | 98,57        |

### Canton de Scaër
| Candidats | Candidats               | Étiquette | Premier tour | Premier tour | Second tour | Second tour |
| Candidats | Candidats               | Étiquette | Voix         | %            | Voix        | %           |
| --------- | ----------------------- | --------- | ------------ | ------------ | ----------- | ----------- |
|           | Joël Gloaguen           | UDF-CDS   | 1 792        | 37,30        | 2 437       | 48,39       |
|           | Louis Nicolas *         | PS        | 1 722        | 35,86        | 2 599       | 51,61       |
|           | Corentin Kernéis        | PCF       | 981          | 20,43        | Retrait     | Retrait     |
|           | Guy Flégéo              | Bzh       | 163          | 3,39         |             |             |
|           | Élisabeth Forlot-Mouton | FN        | 75           | 1,56         |             |             |
|           | Gérard Le Bourhis       | Alt.      | 69           | 1,44         |             |             |
|           |                         |           |              |              |             |             |
| Inscrits  | Inscrits                | Inscrits  | 6 912        | 100,00       | 6 911       | 100,00      |
| Votants   | Votants                 | Votants   | 4 885        | 70,67        | 5 240       | 75,82       |
| Exprimés  | Exprimés                | Exprimés  | 4 802        | 98,30        | 5 036       | 96,11       |

*sortant

### Canton de Sizun
| Candidats | Candidats            | Étiquette | Premier tour | Premier tour |
| Candidats | Candidats            | Étiquette | Voix         | %            |
| --------- | -------------------- | --------- | ------------ | ------------ |
|           | Jean Le Saint        | DVD-RPR   | 1 208        | 52,29        |
|           | François Pouliquen * | PS        | 985          | 42,64        |
|           | Jean-Louis Prigent   | PCF       | 107          | 4,63         |
|           | René Corler          | FN        | 10           | 0,43         |
|           |                      |           |              |              |
| Inscrits  | Inscrits             | Inscrits  | 3 198        | 100,00       |
| Votants   | Votants              | Votants   | 2 341        | 73,20        |
| Exprimés  | Exprimés             | Exprimés  | 2 310        | 98,68        |

*sortant

### Canton de Taulé
| Candidats | Candidats            | Étiquette | Premier tour | Premier tour |
| Candidats | Candidats            | Étiquette | Voix         | %            |
| --------- | -------------------- | --------- | ------------ | ------------ |
|           | Claude Bernard *     | UDF-CDS   | 2 259        | 58,34        |
|           | Anne-Marie Frétault  | PS        | 1 362        | 35,18        |
|           | Lucien Le Leuch      | PCF       | 132          | 3,41         |
|           | Marie-Madeleine Mazé | FN        | 119          | 3,07         |
|           |                      |           |              |              |
| Inscrits  | Inscrits             | Inscrits  | 7 454        | 100,00       |
| Votants   | Votants              | Votants   | 3 934        | 52,78        |
| Exprimés  | Exprimés             | Exprimés  | 3 872        | 98,42        |